# Lanatz
Lanatz war ein serbisches Flächenmaß für die Landwirtschaft und entsprach dem Maß von 100 Joch. Ein Joch war die mit einem Ochsengespann zu bearbeitende Ackerfläche an einem Tag.
- 1 Lanatz/Lanac = 8 Motika = 57,546 Hektar = 5754,642 Quadratmeter
  - 1 Lant/Lantz = 1 Joch = 0,575 Hektar
  - 1 Motika = 719,3304 Quadratmeter[1]

Die Maßkette war in Serbien, Kroatien und Slowenien (in der Literatur als Old Yugoslavian zur Maßeingrenzug bezeichnet):
- 1 Lanart = 5760/3597 Dan oranja = 288/125 Raliza = 36/5 Motika/Motyka = 288/35 Dunum/Donum = 1.600 Square kvat = 57.600 Square stopa

Hierfür war Grundlage unter Beachtung kleiner Differenzen:
- 1 Square stopa = 0,099856 Quadratmeter